# Keerimalai
 (avril 2018).
Keerimalai (en tamoul : கீரிமலை; en singhalais : කීරිමලෛයි) est une ville du district de Jaffna, dans la province du Nord du Sri Lanka. Keerimalai est situé à 25 km au nord de Jaffna.
Un tempe hindouiste réputé s'y trouve, le temple de Naguleswaram. 
La ville est réputée pour sa source d'eau minérale aux propriétés curatives.[réf. souhaitée]